# かないしゅう
かない しゅう（旧芸名：金井 修）1981年10月5日 - ）は、日本の俳優。神奈川県出身。 クロスロード合同会社所属。出身劇団は富良野GROUP。身長182cm。体重68キロ。

## 略歴
大学卒業後、紳士服メーカーに勤務。
24歳の時俳優を志し、退職して 富良野塾に入塾し脚本家 倉本聰に師事。5年間富良野に住み、多くの舞台に出演。
その後拠点を東京に移し、様々な舞台を中心に活動する。 美輪明宏主演舞台に出演中には、美輪から演劇・俳優論を学ぶ。
2017年8月から、俳優 田辺誠一の 付き人を約一年半経験し、現在に至る。

## 出演作品

### テレビ
NHK
- 逆転人生（2021年）
- あんぱん （2025年） 82話 -警察官役

テレビ朝日
- ヤメ検の女2（2010年）
- 相棒17（2019年）
- やすらぎの刻〜道 93・94・95話（2019年） - 小倉ディレクター[2][3]
- 刑事7人（2019年）-村野真[4]
- 警視庁・捜査一課長2020　11話(2020年) -烏丸欣一[5]
- ザ・トラベルナース　9話   -病院職員役

TBS
- 病室で念仏を唱えないでください第3話（2020年）[6]

テレビ東京
- 能面検事 第6話（2025年8月15日） - 捜査員 役[7]

TOKYO MX
- 今夜もLL（2017年）

### 映画
- 検察側の罪人（2018年）
- キャラクター（2021年）

### 舞台
- 『ドリームキャッチャー』 ミスタースリムカンパニー公演　（2010年）
- 『中西和久のエノケン』作  ジェームス三木　（2013年）
- 『江原啓之コンサート「いのちの詩」』 （詩の朗読）　（2017年）
- 『ドクター・ブルー　～いのちの距離～　』[8]　（2021年）
- 富良野塾・富良野GROUP公演
  - 『走る』　（2006年）
  - 『谷は眠っていた』　（2007年・2008年）
  - 『ニングル』（2007年・2008年）
  - 『悲別』　（2008年）
  - 『歸國』　（2009年）
  - 『屋根』 根来一平　（2016年）
  - 『屋根2020』[9](2020年・新型コロナウイルスの影響により全公演中止)[10][11]
  - 『悲別2023』（2023年）
- 美輪明宏主演演出舞台
  - 黒蜥蜴  明智小五郎の部下 岐阜　（2013年・2015年）
  - 愛の讃歌  ピアフの仲間・新聞記者　（2014年）
  - 近代能楽集より葵上・卒塔婆小町　（2017年）

### CM
- ポテかるっ
- どこでもドアホン
- デオテクト
- スズキ自動車
- アサヒビール